# Саджил (ракета)
Саджил (перс. سجیل «обпалена глина») — сімейство балістичних ракет середньої дальності, розроблене в Ірані в 2008 — 2009 роках. Бойова частина відокремлюється.

## Саджил-1

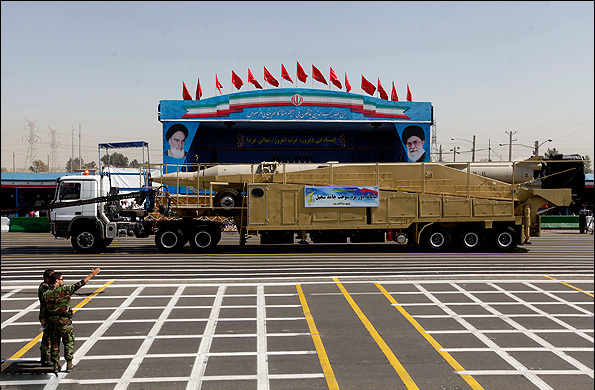

Одноступенева твердопаливна ракета першої серії з дальністю 1930 км була випробувана 12 листопада 2008 року на космодромі Семнан. Застосування на ракеті твердопаливного двигуна замість двигуна на рідких компонентах свідчить про значний прогрес у галузі технологій ракетобудування і дозволяє Ірану значно підвищити боєздатність стратегічних сил за рахунок зменшення часу, що вимагається для підготовки ракети до пуску, а також поліпшити експлуатаційні характеристики ракет, такі як безпека та простота зберігання.

## Саджил-2
Перша ракета другої серії була вперше запущена 20 травня 2009 року. Порівняно з першою серією, її дальність була доведена до 2500 км, зменшено параметр КІВ, а також збільшено швидкість на старті. Саджил-2 була також успішно випробувана в ході військових навчань «Великий Пророк — IV» 28 вересня 2009 року.

## Бойове застосування
18 червня 2025 корпус вартових ісламської революції заявив, що вперше здійснив бойовий запуск балістичної ракети середньої дальності "Саджил" по території Ізраїля. За заявами Ізраїля, ракета була перехоплена системами ППО.